# Cantina (recipiente)
Cantina, en la cuarta acepción de este término en el Diccionario de la Lengua Española y casi remitido al ámbito militar, se llamaba a un tipo de cajón pequeño, con varias divisiones. Se usan como depósito para alimentos preparados y/o frascos con vino. De diferentes formas y tamaños, las de los oficiales particulares se componían de dos pequeños cajones asidos con correas a fin de colocarlas de una parte y otra en equilibrio sobre una acémila con otros equipajes o a la espalda de un criado. Cada cajón contenía dos frascos y estaba cerrado con una tapa, que se ataba con correa o cadena y la parte exterior cubierta de cuero, con una larga bolsa de lo mismo para víveres, ‘vasos de camino’, cucharas, tenedores y otros ajuares menudos.